# Hannah John-Kamen
Hannah John-Kamen, född 7 september 1989, är en brittisk skådespelare.
John-Kamen har bland annat medverkat i TV-serien Killjoys (2015–2019). Hon har även medverkat i filmen Ant-Man and the Wasp från 2018, Resident Evil: Welcome to Raccoon City år 2021.

## Filmografi (i urval)
- 2015–2019: Killjoys
- 2018: Ant-Man and the Wasp
- 2018: Tomb Raider
- 2018: Ready Player One
- 2021: Resident Evil: Welcome to Raccoon City
- 2025: Thunderbolts*
- 2026 – Avengers: Doomsday